# 路易斯·施邁瑟
路易斯·施迈瑟（德文：Louis Schmeisser，1848年2月5日—1917年3月23日）為著名欧洲武器设计师。他与MP18衝鋒槍與StG44突擊步槍的发展和生产有关，MP18衝鋒槍首先由德军在第一次世界大戰期间使用，StG44突擊步槍則在第二次世界大戰期間使用。其子雨果·施邁瑟亦為著名步兵武器设计师。